# Svenn Stray
Svenn Thorkild Stray (11. februar 1922 i Arendal – 20. maj 2012) er en tidligere norsk jurist og politiker (H). Han var bosat i Moss, og repræsenterede Østfold i Stortinget fra 1958 til 1985. Han var to gange Norges udenrigsminister. 
Stray blev cand.jur. i 1946, var dommerfuldmægtig i Oslo 1947-48 og i Moss 1948-49. Han etablerede sit eget advokatkontor i 1950. 
Svenn Stray blev først valgt som suppleant til Stortinget Østfold og Akershus 1950-53. Han repræsenterede siden Østfold fast fra 1958 til 1985. Stray var parlamentarisk leder i Høyre fra 1965 til 1970, vicepræsident i Stortinget 1973-81, og udenrigsminister 1970–1971 og igen 1981–1986. Han var fungerende statsminister fra 17. april til juni 1984.
Svenn Stray var medlem af Moss bystyre 1959-1979, leder af Unge Høyre 1950-54, medlem af Høyres hovedbestyrelse 1946-1954, 1958-1981 og partiets 1. viceformand 1962-70. 
Han var også formand i Den Konservative Studenterforening 1946, formand i Det Norske Studentersamfund 1947, formand i Folk og Forsvar 1955-1971 og leder af Europabevegelsen i Norge 1971-1981.